# Uranio (usurpador)

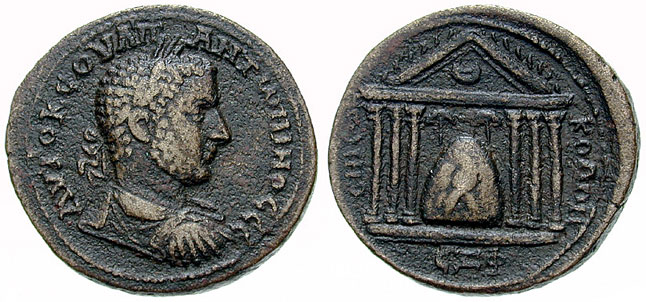
Moneda de Uranio Antonino, con inscripciones griegas y datada según la costumbre del Imperio seléucida. En el reverso, el templo de Emesa al dios solar El Gabal, con la piedra sagrada.

Uranio (en latín, Uranius) fue el nombre de un usurpador citado por Zósimo, activo durante el reinado de los emperadores Heliogábalo y Alejandro Severo.
Es posible que Zósimo confundiera a este usurpador con un tal Lucio Julio Aurelio Sulpicio Severo Uranio Antonino (Lucius Julius Aurelius Sulpicius Severus Uranius Antoninus) o Uranio Antonino, quien, según pruebas numismáticas, es en realidad posterior (acuñó monedas a su nombre en la provincia romana de Siria fechadas en 254).
No está claro si tales monedas pertenecen o no al personaje citado en los textos. Si la cifra más tardía es la correcta, tal personaje correspondería con un alto mando de las fuerzas romanas que defendían al imperio contra el sasánida Shapur I. 
Se ignora qué ocurrió con él tras la reclamación de su derecho a ocupar el trono imperial. 

### Según Juan Malalas
Se ha propuesto la identificación de Uranio con el sacerdote Sampsigeramus, citado por Juan Malalas como quien guio una fuerza limitada de soldados armados con hondas que infligieron una sonora derrota al rey sasánida Sapor I durante su tercera invasión del territorio romano. Según esta interpretación, Uranio se habría convertido en emperador en ocasión de esta invasión sasánida, ya que la falta de poder central obligaba a las personalidades locales a proveer la defensa del territorio mediante la recolección de fuerzas autóctonas, y la autoridad de un emperador, aunque local, habría facilitado esta obra. Con la aproximación de Valeriano y su ejército, Uranio habría reducido sus pretensiones, quizás como resultado de un compromiso con el emperador.